# Corrosion of Conformity
Corrosion of Conformity (или C.O.C.) — американская метал-группа из Роли, Северная Каролина, образованная в 1982 году. На протяжении почти всего своего существования группа состояла из гитариста Вуди Веземана, басиста Майка Дина (который покинул группу в 1987 и вернулся спустя 6 лет), барабанщика Рида Малина (что покинул группу в 2001, а вернулся спустя 9 лет) и вокалиста, гитариста Пейпера Кинана (присоединился в 1989). После перерыва, начавшегося в 2006, Corrosion of Conformity вернулись в 2010, но уже без Кинана. На сегодняшний день COC выпустили 10 студийных, 4 мини-альбома, один сборник и один концертник.
Джеймс Хетфилд, ритм-гитарист треш-метал группы Metallica вдохновился альбомом Deliverance группы Corrosion Of Conformity при написании альбомов Load и Reload.

## Состав
Текущий состав
- Вуди Веземэн — гитара, бэк-вокал (1982—наши дни)
- Майк Дин  — бас-гитара, вокал (1982—1987, 1993—наши дни)
- Пеппер Кинан  — гитара, вокал (1989—2006, 2014—наши дни)

Бывшие участники
- Бенджи Шелтон — вокал (1982—1983)
- Эрик Айки — вокал (1983—1984)
- Саймон Боб Синистер  — вокал (1986—1989)
- Карл Эгелл — вокал (1989—1993)
- Фил Свишер — бас-гитара (1987—1993)
- Джимми Бауэр — ударные, перкуссия (2001—2002)
- Меррит Партридж — ударные, перкуссия (2002—2003)
- Стэнтон Мур — ударные, перкуссия (2003—2005)
- Джейсон Паттерсон — ударные, перкуссия (2005—2006)
- Рид Маллин — ударные, перкуссия, вокал (1982—2001, 2010—2020), умер в 2020

## Дискография
| Год                                       | Сведения об альбоме                                                         | Позиции в чартах | Позиции в чартах | Позиции в чартах | Позиции в чартах | Позиции в чартах | Позиции в чартах | Позиции в чартах | Продажи      |
| Год                                       | Сведения об альбоме                                                         | US               | US Heat.         | AUS              | FIN              | FRA              | SWE              | UK               | Продажи      |
| ----------------------------------------- | --------------------------------------------------------------------------- | ---------------- | ---------------- | ---------------- | ---------------- | ---------------- | ---------------- | ---------------- | ------------ |
| 1984                                      | Eye for an Eye - Лейбл: No Core/Toxic Shock/Caroline - Дата выхода: 1984    | —                | —                | —                | —                | —                | —                | —                |              |
| 1985                                      | Animosity - Лейбл: Metal Blade - Дата выхода: October 25, 1985              | —                | —                | —                | —                | —                | —                | —                |              |
| 1991                                      | Blind - Лейбл: Relativity - Дата выхода: 5 ноября 1991                      | —                | 24               | —                | —                | —                | —                | —                | US: 223,000+ |
| 1994                                      | Deliverance - Лейбл: Columbia - Дата выхода: 27 ноября 1994                 | 155              | 5                | —                | —                | —                | —                | —                | US: 379,017+ |
| 1996                                      | Wiseblood - Лейбл: Columbia - Дата выхода: 12 октября 1996                  | 104              | 2                | —                | 39               | —                | —                | 43               | US: 130,853+ |
| 2000                                      | America's Volume Dealer - Лейбл: Sanctuary - Дата выхода: 10 октября 2000   | —                | 18               | —                | —                | —                | —                | —                | US: 31,800+  |
| 2005                                      | In the Arms of God - Лейбл: Sanctuary - Дата выхода: 5 апреля 2005          | 108              | 1                | —                | —                | 196              | 41               | 147              | US: 8,967    |
| 2012                                      | Corrosion of Conformity - Лейбл: Candlelight - Дата выхода: 28 февраля 2012 | 157              | 5                | —                | —                | —                | —                | —                |              |
| 2014                                      | IX - Лейбл: Candlelight - Дата выхода: 24 июня 2014                         | —                | 5                | —                | —                | —                | —                | —                |              |
| 2018                                      | No Cross No Crown - Лейбл: Nuclear Blast - Дата выхода 12 января 2018       | 67               | —                | 95               | —                | —                | —                | 87               |              |
| «—» ставится, если альбом не попал в чарт |                                                                             |                  |                  |                  |                  |                  |                  |                  |              |